# Platoon (phim)
Platoon (tạm dịch: "Trung đội") là một phim Mỹ về đề tài Chiến tranh Việt Nam của đạo diễn Oliver Stone. Phim được đánh giá là một trong những phim hàng đầu về chiến tranh của thế giới và được trao giải Oscar cho Phim hay nhất và Đạo diễn xuất sắc nhất năm 1987. Phim được chọn vào danh sách 100 phim hay nhất 100 năm qua của Viện Điện ảnh Hoa Kỳ.

## Nội dung
Chris Taylor (Charlie Sheen đóng) là một người lính Mỹ trẻ được điều động sang Việt Nam năm 1967, phục vụ trong trung đội Bravo 6 thuộc Sư đoàn Bộ binh 25 của Hoa Kỳ. Trung đội đặt dưới quyền chỉ huy của trung úy Wolfe trẻ tuổi và được phụ tá bởi 2 cựu binh là Thượng sĩ Barnes (Tom Berenger đóng) và Trung sĩ Elias (Willem Dafoe đóng) luôn đối chọi nhau và lấn lướt quyền của trung đội trưởng. Truyến đi tuần đầu tiên của họ vào sâu trong rừng của Việt Nam với sự khắc nghiệt của khu rừng khắc nghiệt này khiến những người lính mới như Chris gặp nhiều khó khăn. Ở đây những người lính trẻ đều bị khinh thường, thậm chí cả những người da màu vì ở nơi địa ngục này vì mạng sống luôn được đặt lên hàng đầu và những người lính mới sẽ sớm tử nạn tại nơi khắc nghiệt này. Trong một buổi đi tuần khác, vào 1 buổi đêm mưa tầm rã, đời sống nội tâm của Chris được bộc lộ thật sâu sắc, là một người thuộc tầng lớp khá nhưng với niềm tự hào dân tộc, một người đàn ông mạnh mẽ, dù bị đối xử bất công và coi thường nhưng với anh những " thằng lính" những kẻ phần lớn là xuất thân nghèo khó, từ dưới đáy của xã hội. Họ ở đây làm công việc khó khăn và trọng trách rất lớn để bảo vệ sự an toàn cho biết bao người. Cơn mưa đã ngớt, Chris thức dậy với 1 linh cảm chẳng lành, trong khi những người đồng đội đang say giấc sau một đêm mưa tầm tã, anh ta phát hiện những người lính Việt Cộng. Lần đầu đối diện với kẻ thù anh không giấu nổi sự lo lắng và khiếp sợ. Tiếng súng vang lên mặc dù có vài người bị thương những đã tạm thời đẩy lui được đợt tấn công. Chris bị buộc tội quên gác và gây ra cái chết cho người đồng đội của mình nhưng thực chất là Jurnio một tay kì cựu. Cuộc chiến tranh khốc liệt hơn những gì người lính Mỹ trẻ có thể hình dung. "Cuộc dạo chơi" nhanh chóng biến thành cuộc chiến đẫm máu và phi nghĩa. Trung đội luôn bị đối phương tập kích làm tiêu hao nặng trong những cuộc hành quân. Sau 3 ngày nghỉ phép, đoàn quân của họ lại tiếp tục có 1 cuộc tiến quân vào khu vực biên giới Campuchia nơi mà quân lính Việt Nam đã tràn qua. Họ phát hiện rất nhiều hầm trú ẩn nơi có nhiều dấu vết của kẻ địch. Đi sâu vào hầm trú ẩn họ phát hiện 1 người lính Việt đã bị bắn chết trên chõng và khi đi sâu vào họ bắn được thêm 1 người nữa nhưng ngay sau đó một người lính khác đã bị bom nổ và tử vong. Nhận thấy những căn bẫy nguy hiểm với hàng loạt bẫy mìn họ nhanh chóng muốn thoát khỏi đây. Manny bị lạc khỏi những người đồng đội của mình và họ tìm thấy anh ta đã chết với những chiếc đinh găm sâu vào thân cây cách đó không xa. Để trả đũa, họ đã tràn vào một ngôi làng tình nghi có "VC" ẩn náu nhưng không thể tìm ra bóng dáng một chiến binh vũ trang nào. Điên cuồng vì không tìm được đối phương, lính Mỹ đã tàn sát, đốt nhà, hãm hiếp dã man những người dân vô tội dưới sự điều khiển của Thượng sĩ Barnes. Xung đột nổ ra và Trung đội Bravo 6 rơi vào tình trạng chia rẽ sâu sắc giữa những người đứng về phía Elias bảo vệ dân thường - trong đó có Chris - và những người lính say máu dưới trướng Barnes. Dần dần Barnes cho thấy hắn không khác gì một kẻ khát máu khi tàn sát người vô tội trong khi chỉ huy lại có vẻ nể sợ hắn ta. Ngôi làng bị đốt cháy, người dân bị thiêu rịu mọi của cải và những người lớn bị bắt đi để tra hỏi còn trẻ em bị một vài tên lính có ý định hãm hiếp nhưng được Chris ngăn lại.
Đầu năm 1968, chiến sự nổ ra ác liệt. Trung đội Bravo 6 mới thực sự đụng độ với những chiến binh thực thụ, dũng cảm. Bản chất người lính và kẻ côn đồ mới dần biểu hiện ra trận chiến. Trong trận chiến đấu cuối cùng, Barnes tìm cách nhổ cái gai Elias và định loại trừ cả Chris nhưng không thành, hắn bị thương nặng và Chris đã nhân danh công lý trả thù cho Elias. Trung đội Bravo 6 bị xóa sổ, Chris bị thương nặng và được về Mỹ...

## Bảng phân vai
Dưới đây là danh sách các diễn viên chủ yếu:
- Charlie Sheen: Chris
- Tom Berenger: Thượng sĩ Barnes
- Willem Dafoe: Trung sĩ Elias
- Forest Whitaker: Big Harold
- Francesco Quinn: Rhah
- John C. McGinley: Trung sĩ O'Neill
- Richard Edson: Sal
- Kevin Dillon: Bunny
- Reggie Johnson: Junior
- Keith David: King
- Johnny Depp: Lerner
- David Neidorf: Tex
- Mark Moses: Trung úy Wolfe
- Chris Pedersen: Crawford
- Corkey Ford: Manny
- Corey Glover: Francis
- Bob Orwig: Gardner
- Tony Todd: Warren
- Kevin Eshelman: Morehouse
- James Terry McIlvain: Ace
- J. Adam Glover: Sanderson
- Ivan Kane: Tony
- Paul Sanchez: Doc
- Dale Dye: Đại úy Harris
- Peter Hicks: Parker
- Basile Achara: Flash
- Steve Barredo: Fu Sheng
- Chris Castillejo: Rodriquez
- Andrew B. Clark: Tubbs
- Bernardo Manalili: Trưởng làng
- Than Rogers: Vợ trưởng làng
- Li Thi Van: Con gái trưởng làng
- Clarisa Ortacio: Bà cụ già
- Romy Sevilla: Người đàn ông cụt chân
- Matthew Westfall: binh sĩ
- Nick Nickelson: binh sĩ
- Warren McLean: binh sĩ
- Li Mai Thao: nạn nhân
- Ron Barracks: y sĩ
- Oliver Stone: chỉ huy tiểu đoàn[3][4]